# Strabomantis cerastes
Strabomantis cerastes es una especie de anfibio anuro de la familia Craugastoridae.

## Distribución geográfica
Esta especie habita:
- en Ecuador, en las provincias de Esmeraldas, Imbabura y Pichincha, entre los 500 y 2000 m de altitud en la Cordillera Occidental;
- en Colombia, en los departamentos de Antioquia, Quindío, Risaralda, Chocó, Valle del Cauca, Cauca y Nariño, entre los 1500 y 2300 m de altitud en la Cordillera Occidental.[4]

## Descripción
Las hembras miden de 46 a 55.8 mm.

## Publicación original
- Lynch, 1975 : A review of the broad-headed eleutherodactyline frogs of South America (Leptodactylidae). Occasional Papers of the Museum of Natural History, University of Kansas, n.º 38, p. 1-46[5]